# Moschea di Şeyh Süleyman
La moschea di Şeyh Süleyman (nome completo in turco Şeyh Süleyman Mescidi, dove mescit è il termine turco indicante una piccola moschea) è una moschea di Istanbul ricavata da un ex edificio bizantino che faceva parte del vicino monastero ortodosso del Pantocratore. Il suo uso durante l'era bizantina non è chiaro. Il piccolo edificio è un esempio minore di architettura bizantina del periodo intermedio a Costantinopoli.

## Posizione
La struttura si trova a Zeyrek Sokak, nel distretto di Fatih, nella Mahalle di Zeyrek, a circa 120 metri a sud ovest dell'antica chiesa del Pantocratore, ora parte della Moschea di Zeyrek.

## Storia
Non si sa nulla della storia precedente il 1453 di questo piccolo edificio ottagonale. Quasi certamente essa faceva parte del grande monastero di Cristo Pantocratore, eretto tra il 1118 e il 1124 dall'imperatrice bizantina Irene Comnena. Secondo alcuni studiosi potrebbe essere stato un luogo di sepoltura, mentre altri pensano che fosse la biblioteca del monastero. Poco dopo la caduta di Costantinopoli nel 1453, sotto Mehmed II, l'edificio fu trasformato in una moschea da Şeyh Süleyman Halîfe (? -1491). In ogni caso non ci è pervenuto lo strumento imperiale che istituì il waqf corrispondente. Dopo il grande incendio di Istanbul del 1756, l'edificio fu restaurato durante il regno del Sultano Mustafa III (r. 1757-74) da Kazgan Asan Aĝa, e assegnato alla vicina medrese.

## Descrizione
L'edificio è a pianta quadrata ed è sormontato da una bassa cupola ottagonale con pennacchi. All'interno dell'edificio, agli angoli si trovano quattro nicchie. Al livello sotterraneo c'è una cripta sepolcrale con otto nicchie coperte da una volta a cupola. La muratura della parte inferiore è in conci, mentre nella parte superiore è in mattoni. Vicino all'edificio esiste ancora una cisterna bizantina.